# Johannes Itten
Johannes Itten, född 11 november 1888 i Südern-Linden i Schweiz, död 27 maj 1967 i Zürich, var en schweizisk konstnär, designer, pedagog, skribent, mystiker och färgteoretiker som undervisade på skolan Bauhaus (Staatliches Bauhaus) i Tyskland mellan 1919 och 1922. 

## Biografi
Johannes Itten föddes i Südern-Linden i Schweiz och gick 1904–1908 på ett folkskoleseminarium. Från 1908 undervisade han utifrån en undervisningsmetodik utvecklad av Friedrich Fröbel och kom i kontakt med idéerna kring psykoanalysen. Mellan 1910 och 1912 studerade han matematik i Bern och 1916 hade han sin första separatutställning på galleriet Der Sturm i Berlin.

Johannes Ittens färgcirkel (Farbkreis, 1961).

Mellan 1919 och 1923 arbetade han som lärare vid Bauhausskolan i Weimar, där han utvecklade den innovativa förberedande kurs som kom att bli obligatorisk för alla förstaårselever på skolan. Kursen omfattade grundläggande studier i form, färg och materialkännedom.
Han publicerade ett antal böcker, bland annat Kunst der Farbe där han presenterar sina idéer kring färg, vilket till stora delar är en utveckling av Adolf Hölzels färgcirkel. Itten skapade en så kallad färgsfär omfattande tolv färger och utifrån dessa studier brukar man tala om Ittens färglära.
Johannes Itten bekände sig till mazdaznan som var en kult som härstammade från USA och som till stora delar utgick ifrån zoroastrianismen. Han var en strikt vegetarian och mediterade. Denna mysticism tillsammans med hans stora inflytande på studenterna fjärmade Itten från lärarkollegiet på Bauhaus, speciellt Walter Gropius och Laszlo Moholy-Nagy, som försökte utveckla en skola i riktning mot massproduktion istället för individuell konstnärlig frihet och hantverk. Denna ideologiska klyfta fick Itten att lämna skolan.

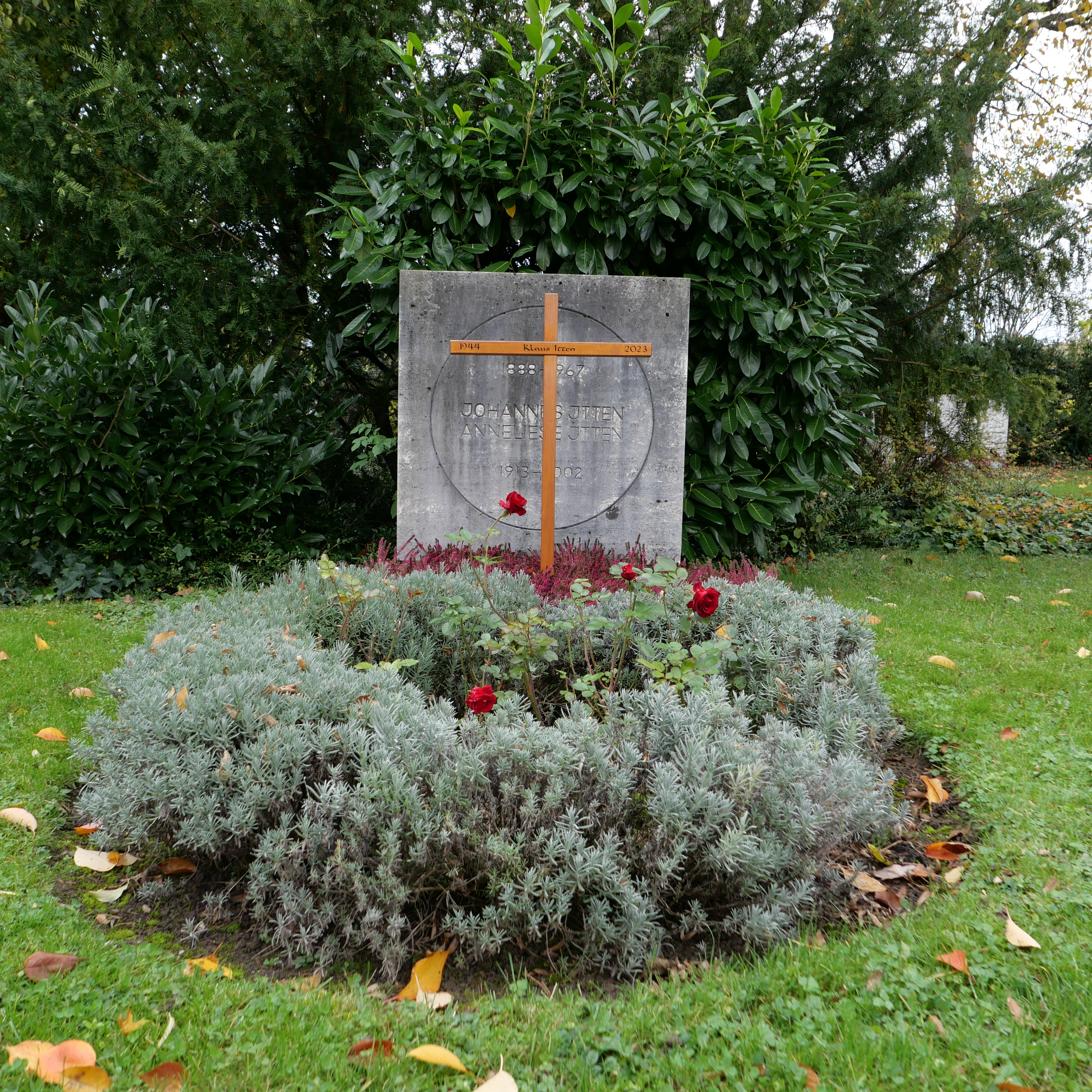
Graven för Itten, hans andra fru Anneliese, född Schlösser (1913-2002) och ett av deras tre barn, Klaus Itten (1944-2023), som var professor i geografi vid universitetet i Zürich, på kyrkogården i Hönggerberg i Zürich.

Ittens alster är undersökningar i komposition och färg och påminner om verk av andra konstnärer som Josef Albers, Max Bill och Bridget Riley, och Vasilij Kandinskijs expressionistiska arbeten.
1937 beslagtog Propagandaministeriet i Nazityskland verk av Johannes Itten på olika museer, därför att de definierades som Entartete Kunst. Det var 1 akvarell, 27 grafiska blad och 3 teckningar. Färglitografierna Spruch / Ordspråk och Haus des weißen Mannes / Den vite mannens hus (1921) hade visats redan våren 1933 på en nationalsocialistiskt arrangerad utställning i Chemnitz, vilken hette "Kunst, die nicht aus unserer Seele kam" ["Konst som inte är från vår själ"]. De konfiskerades i juli 1937 och användes för visning under hela den populistiska vandringsutställningen Entartete Kunst (1937–1941). Om Ittens verk inte användes som föremål för smädelse, så blev de "utplånade", "försvunna", "till försäljning", "bytta". Men inte alltid. Grafikmappen Utopia återbördades i sin helhet till Schloßmuseum i Weimar 1957. 

## Verk
- Im Bade, akvarell, beslagtagen på Kunsthalle Mannheim och utplånad.
- Spruch och Haus des weißen Mannes, två färglitografier, blad 3 och 4 i portfolion "Neue europäische Graphik. Meister des staatlichen Bauhauses in Weimar" (Weimar: Bauhaus Drucke (1921)
- Tagebuch, grafiskt blad konfiskerat på Kunstsammlungen der Stadt Königsberg, förvärvades 1939 av Emanuel Fohn i Rom genom ett byte mot okänt vad.
- Utopia: Dokumente der Wirklichkeit, 10 litografier delvis i färg (Weimar: Utopia-Verlag, 1921)

### Teoretiskt verk
- Kunst der Farbe (1961)
  - Färg och färgupplevelse : subjektiva upplevelser och objektiva kunskaper som vägledning till konsten (Stockholm : Norstedt, 1971)